# Champion Futoshi
Champion Futoshi (チャンピオン太?) è un manga giapponese spokon dedicato al wrestling di 11 volumi, scritto da Ikki Kajiwara e disegnato da Tatsuo Yoshida. È stato serializzato dal 1962 al 1963 sulla rivista Weekly Shōnen Magazine edita da Kōdansha.

## Trama
Futoshi, un giovane molto abile negli sport, decide di diventare un pro-wrestler e, per raggiungere il suo obbiettivo, si allena sotto la guida del grande maestro Rikidōzan.